# Formica subnitens
Formica subnitens är en myrart som beskrevs av William Steel Creighton 1940. Formica subnitens ingår i släktet Formica och familjen myror. Inga underarter finns listade i Catalogue of Life.

## Bildgalleri

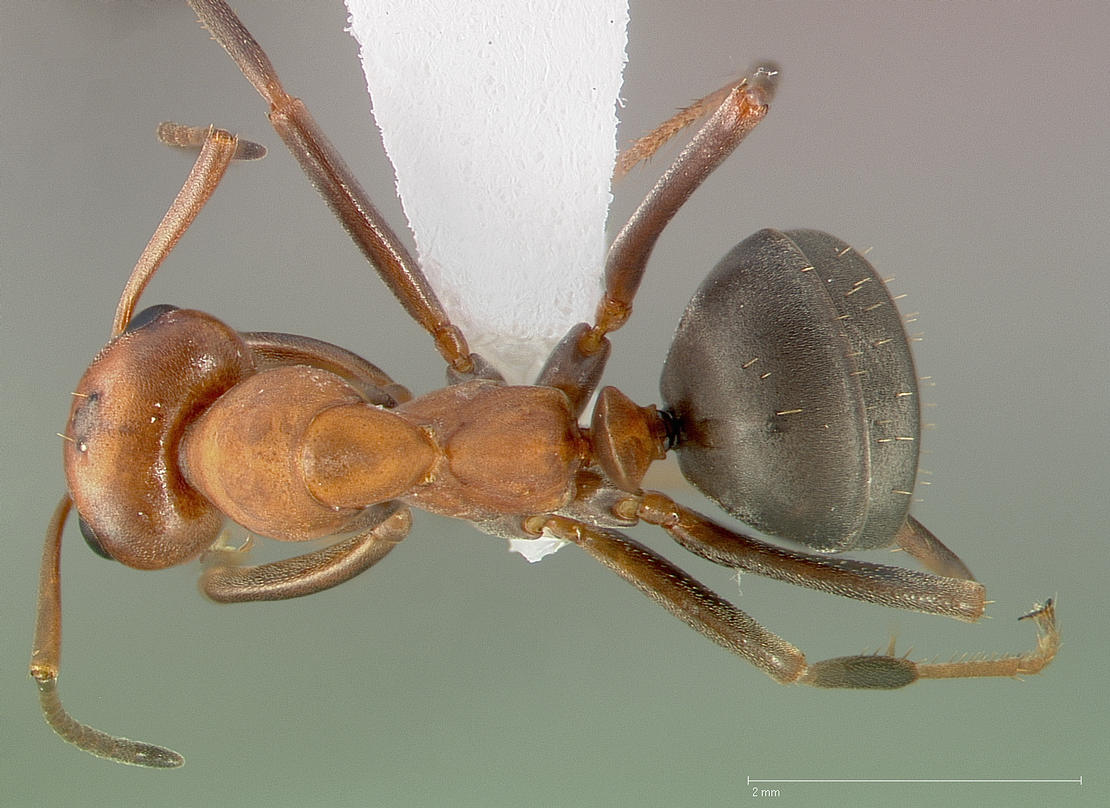
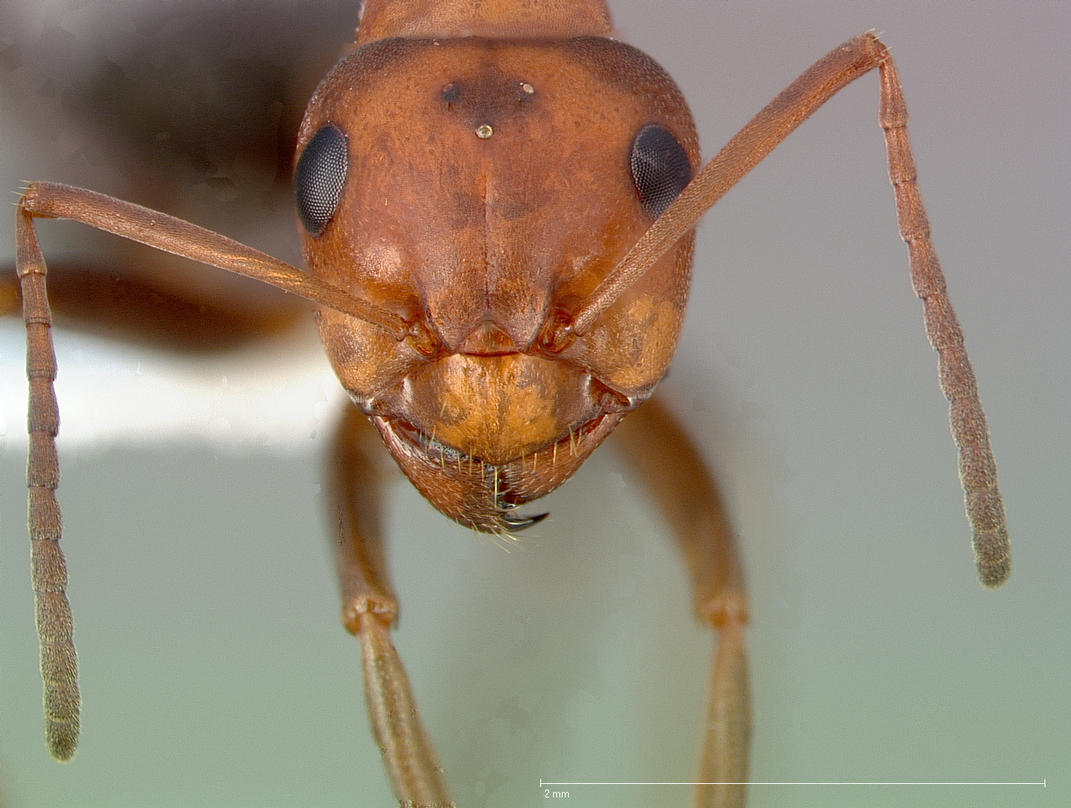
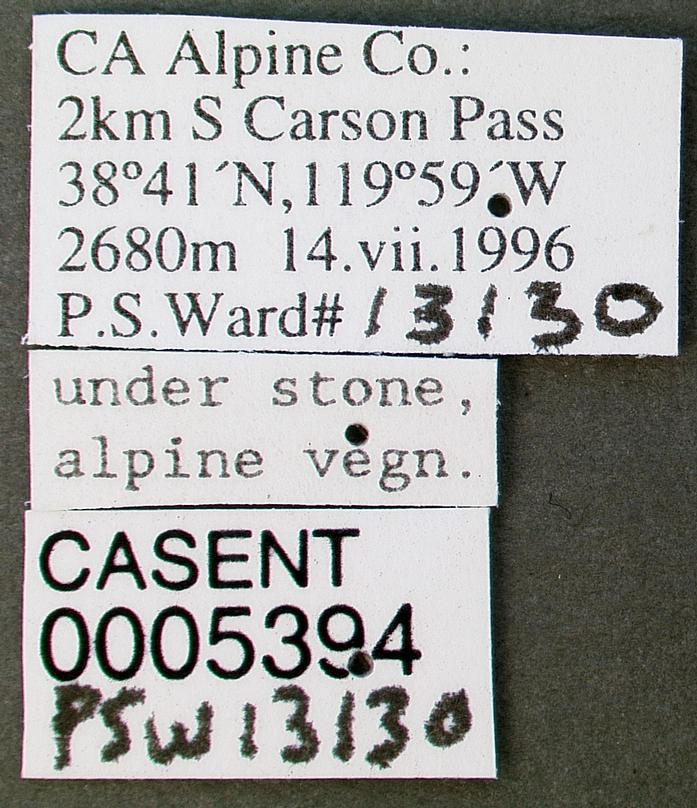
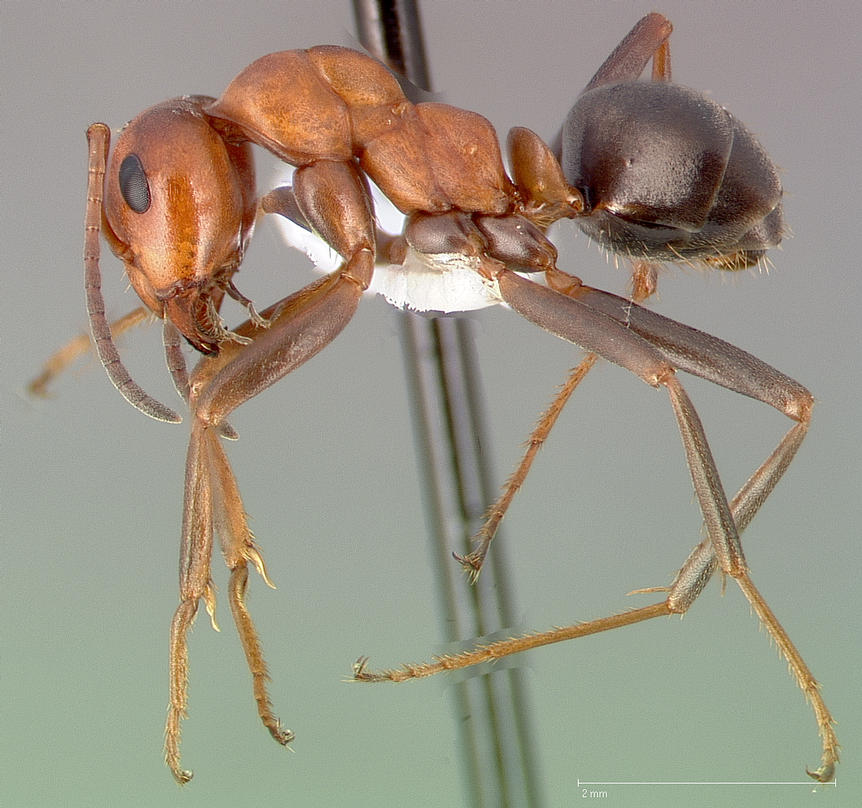